# Synanthedon acerni
Synanthedon acerni is een vlinder uit de familie wespvlinders (Sesiidae), onderfamilie Sesiinae.
Synanthedon acerni is voor het eerst wetenschappelijk beschreven door Clemens in 1860. De soort komt voor in het Nearctisch gebied.